# Pandanarum (Pandanarum)
Pandanarum is een bestuurslaag in het regentschap Banjarnegara van de provincie Midden-Java, Indonesië. Pandanarum telt 2523 inwoners (volkstelling 2010).